# Le Chasseur de jaguar
Le Chasseur de jaguar (titre original : The Jaguar Hunter) est un recueil de nouvelles de science-fiction, de fantasy et d'horreur de l'écrivain américain Lucius Shepard publié en mai 1987. Ce recueil a reçu le prix Locus du meilleur recueil de nouvelles en 1988 ainsi que le prix World Fantasy du meilleur recueil de nouvelles en 1988.

## Liste des nouvelles
- Le Chasseur de jaguar, 1985 ((en) The Jaguar Hunter, 1985)
- L'Homme qui peignit le dragon Griaule, 1985 ((en) The Man Who Painted the Dragon Griaule, 1984)
- Salvador, 1987 ((en) Salvador, 1984)Prix Locus de la meilleure nouvelle courte 1985
- Comment chuchote et crie le vent à Madaket, 1987 ((en) How the Wind Spoke at Madaket, 1985)
- Corail noir, 1987 ((en) Black Coral, 1984)

Il est à noter que ce recueil diffère un peu du recueil original. En effet, six nouvelles n'ont pas été reprises. Cinq l'ont été dans le recueil La Fin de la vie (pour ce que nous en savons) par Lucius Shepard aux éditions Denoël, Présence du futur no 436 et une n'a jamais été traduite en français.
- La Nuit du Bhairab blanc, 1987 ((en) The Night of White Bhairab, 1984)
- (en) R&R, 1986Prix Nebula du meilleur roman court 1986 et prix Locus du meilleur roman court 1987
- La Fin de la vie (pour ce que nous en savons), 1987 ((en) The End of Life as We Know It, 1985)
- Le Conte du voyageur, 1987 ((en) A Traveler's Tale, 1984)
- Mengele, 1987 ((en) Mengele, 1984)
- Leçon espagnole, 1987 ((en) A Spanish Lesson, 1985)

## Éditions
- The Jaguar Hunter, mai 1987, Arkham House, 404 pages  (ISBN 0-87054-154-4)
- Le Chasseur de jaguar, 11 février 1987, trad. William Olivier Desmond, Denoël, Présence du futur no 435, 243 pages  (ISBN 978-2207304358)